# Fredrik av Schleswig-Holstein-Sönderborg-Nordborg
Fredrik av Schleswig-Holstein-Sönderborg-Nordborg (danska: Frederik; tyska: Friedrich), född 26 november 1581 i Sönderborg, död 22 juli 1658 i Nordborg, var en dansk-tysk kunglighet. Han var hertig av Schleswig-Holstein-Sönderborg-Nordborg från 1624 till 1658. 

## Biografi
Fredrik föddes som det elfte barnet och sjätte sonen till hertig Hans den yngre av Sönderborg i dennes första äktenskap med Elisabeth av Braunschweig-Grubenhagen. Enligt faderns testamente (1622) fick han ett årligt deputat på 5000 taler, medan hans 5 äldre bröder fick var sitt hertigdöme. Då det emellertid likaledes var bestämt att Fredrik skulle ärva den av bröderna, som först dog utan bröstarvingar, fick Fredrik efter Hans Adolfs död 1624 besittningen av Nordborg med Nørre Herred på Als och Ballegård i Sundeved. Dock fick Fredrik avstå Rumohrsgaard till Alexander.

### Familj
Frederik var gift två gånger. Han gifte sig första gången 1 augusti 1627 med Juliana av Sachsen-Lauenburg (1589–1630). De fick ett barn:
- Hans Bogislav (1629–1679), hertig av Schleswig-Holstein-Sönderborg-Nordborg 1658–1669

Andra äktenskapet ingicks 15 februari 1632 med Eleonora av Anhalt-Zerbst (1608–1681). De fick fem barn:
- Elisabeth Juliana (1633–1704), gift 1656 med furst Anton Ulrik av Braunschweig-Wolfenbüttel (1633–1714)
- Dorothea Hedvig (1636–1692), abbedissa i Gandersheim 1665–1678, konverterade till katolicismen och gifte sig 1678 med Christoph von Rantzau (1623–1696)
- Kristian August (1639–1687), brittisk sjöofficer
- Louise Amöne (1642–1685), gift 1665 med greve Johan Fredrik I av Hohenlohe-Neuenstein-Öhringen (1617–1702)
- Rudolf Fredrik (1645–1688), gift 1680 med Bibiane von Promnitz (1649–1685)